# جون أوف ذا جونسز (فلم)
جون أوف ذا جونسز (بالإنجليزية: Jean of the Joneses)، هُو فيلم أمريكي كندي صدر سنة 2016 وأخرجته Stella Meghie في أول عمل إخراجي لها.

## وصلات خارجية
- جون أوف ذا جونسز  في قاعدة بيانات الأفلام على الإنترنت (بالإنجليزية)